# Feel Love
『Feel Love』（フィール ラブ）は、かつて株式会社祥伝社から祥伝社ムックとして刊行されていた恋愛小説専門の小説誌。2007年7月12日創刊。年3回発行。読者層に女性を想定している。月刊漫画誌『FEEL YOUNG』との連携を図っており、対談・短編・連載・連作・エッセイ・コミックなどの企画も行われている。2009年下半期に第142回直木三十五賞を受賞した白石一文『ほかならぬ人へ』は、本誌に掲載された2編をまとめたもの。タレントの佐藤江梨子による作品も掲載され、話題となった。
2014年8月1日、無料の電子小説誌『コフレ』に移行する。毎月2回（1日・15日）更新。